# جیکاکس (ویرجینیای غربی)
جیکاکس (به انگلیسی: Jacox) یک منطقهٔ مسکونی در ایالات متحده آمریکا است که در شهرستان پوکاهانتس، ویرجینیای غربی واقع شده‌است. جیکاکس ۷۸۳٫۹۶ متر بالاتر از سطح دریا واقع شده‌است.